# Air Vanuatu
Air Vanuatu je vanuatska nacionalna zrakoplovna kompanija sa sjedištem u Port Vili.

## Vanjske poveznice
- Web stranice Air Vanuatua  Arhivirana inačica izvorne stranice od 12. studenoga 2012. (Wayback Machine) (engleski)